# Вольфианство
Вольфианство — философская школа, возникшая в эпоху Просвещения, основателем которой был Христиан Вольф (1679—1754), родоначальник философского просвещения в Германии. Вплоть до второй половины XVIII в. вольфианство оставалось самой влиятельной философской школой в Германии.